# 圣奥中央商务大厦

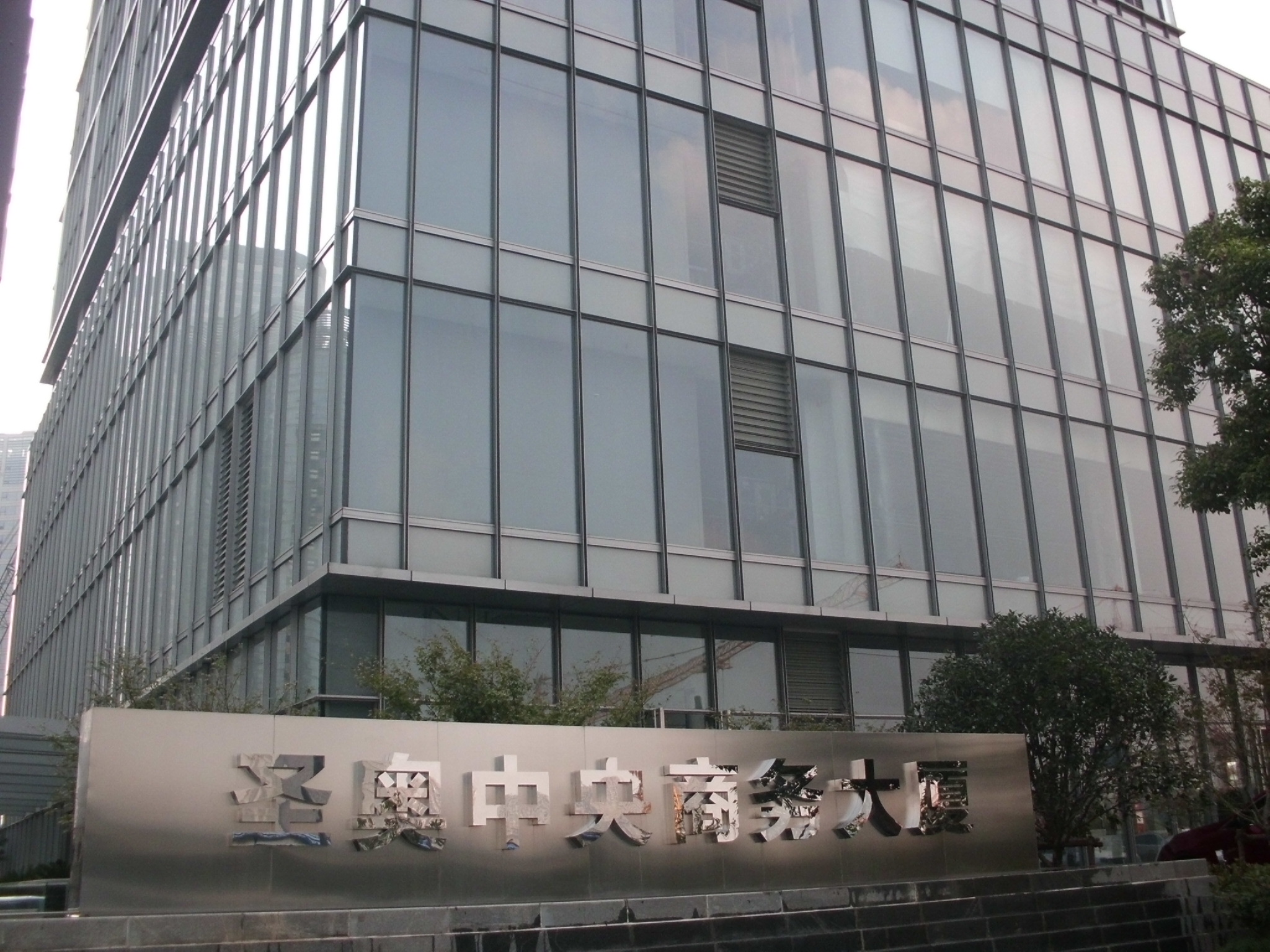
大厦

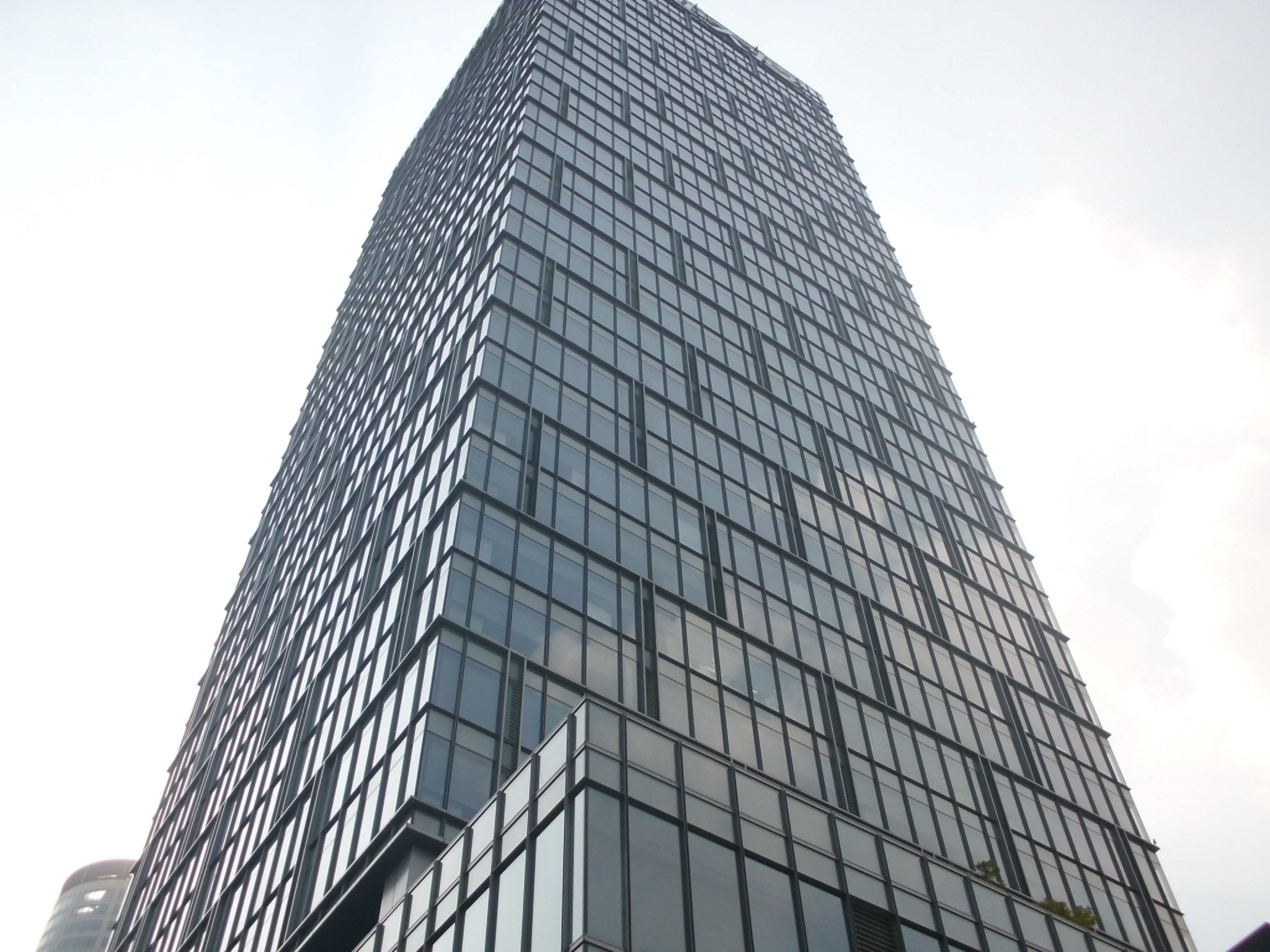
大厦

圣奥中央商务大厦是位于杭州市钱江新城的一座集商业、办公、金融为一体的高层写字楼。

## 简介
位于香樟街与市民街交叉口。2005年11月30日开工建设。
高155米共39层，地上37层，地下2层，占地面积6483平方米，总建筑面积近7万平米。荣膺“CIHAF2006年度写字楼国际大奖”。